# China Postal Airlines
China Postal Airlines ist eine chinesische Frachtfluggesellschaft mit Sitz in Peking, dessen Drehkreuze auf dem Flughafen Nanjing-Lukou und auf dem Flughafen Peking-Hauptstadt liegen.

## Geschichte
China Postal Airlines wurde am 25. November 1996 gegründet und nahm am 27. Februar 1997 ihren Flugbetrieb auf. Die Fluggesellschaft wurde zu dem Zweck gegründet den steigenden Postverkehr innerhalb Chinas bewältigen zu können. Seit 2006 werden auch internationale Ziele wie Japan und Südkorea angesteuert. Im Januar 2007 erfolgte der Einstieg in den internationalen Frachtcharterverkehr. Die Fluggesellschaft befindet sich im Besitz der China Post (51 %) und China Southern Airlines (49 %).

## Flotte

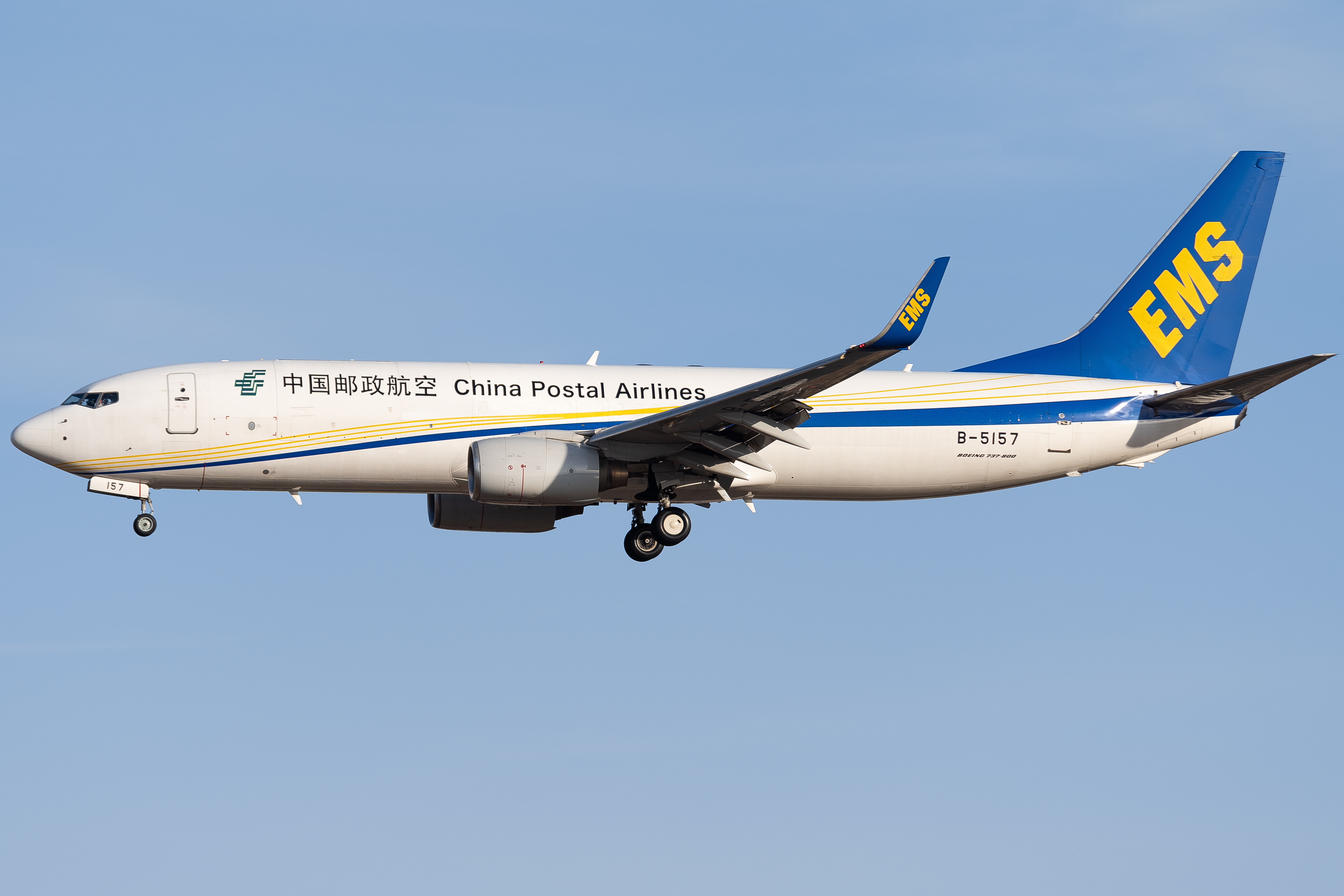
Boeing 737-800 BCF der China Postal Airlines

Mit Stand Dezember 2024 besteht die Flotte der China Postal Airlines aus 38 Flugzeugen mit einem Durchschnittsalter vom 22,5 Jahren:
| Flugzeugtyp           | Anzahl | bestellt | Anmerkungen                  | Durchschnittsalter |
| --------------------- | ------ | -------- | ---------------------------- | ------------------ |
| Boeing 737-300SF      | 06     |          |                              | 28,4 Jahre         |
| Boeing 737-400SF/BDSF | 08     |          |                              | 27,7 Jahre         |
| Boeing 737-800BCF     | 17     |          | 13 mit Winglets ausgestattet | 18,1 Jahre         |
| Boeing 757-200SF      | 05     |          |                              | 30,4 Jahre         |
| Boeing 777F           | 02     |          |                              | 1,7 Jahre          |
| Gesamt                | 38     | –        |                              | 22,5 Jahre         |

### Ehemalige Flugzeugtypen
In der Vergangenheit setzte China Postal Airlines bereits folgende Flugzeugtypen ein:
- Boeing 737-300QC[2]